# Vélo anglais

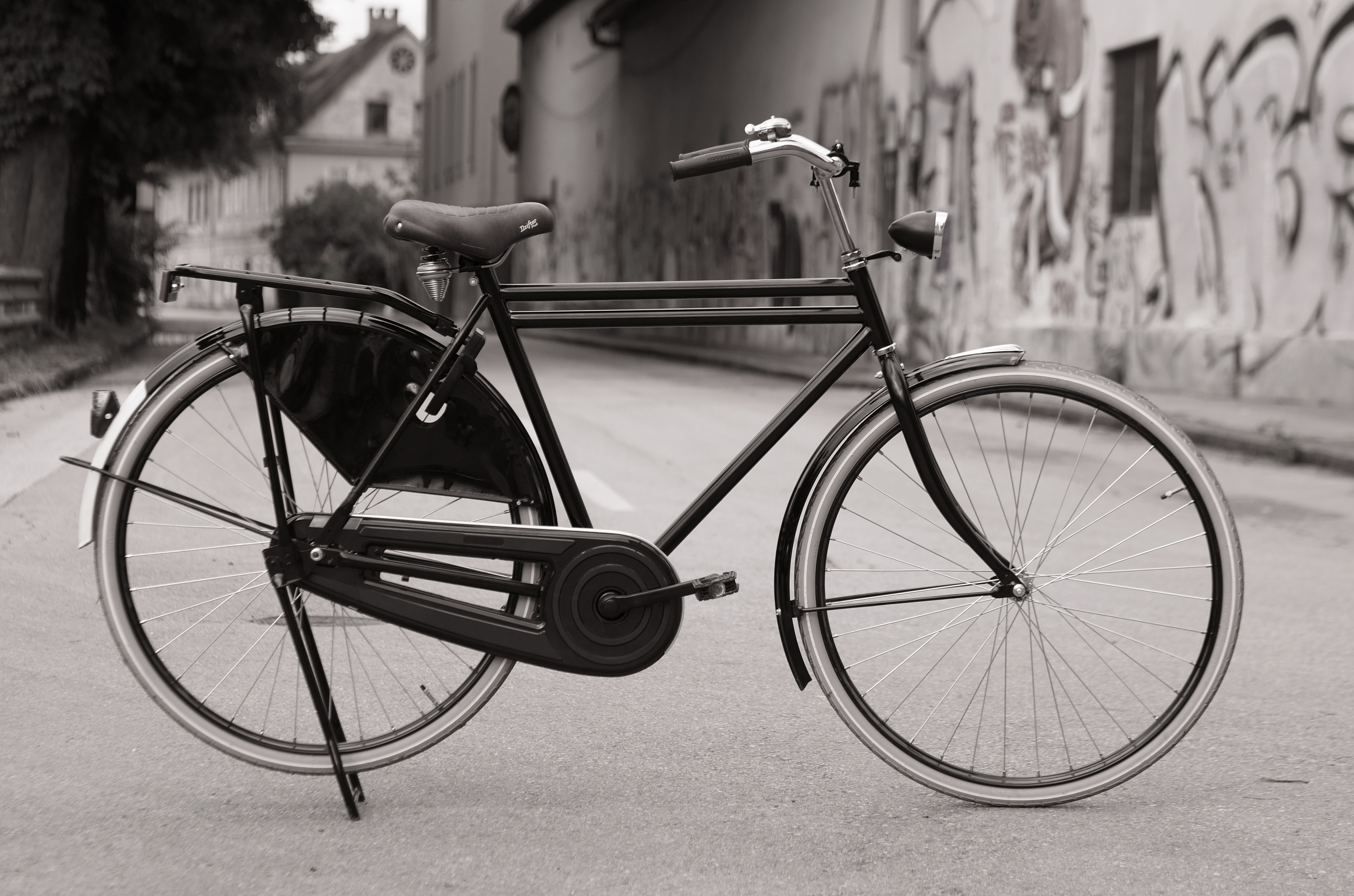
Un vélo roadster de marque Gazelle

Le vélo anglais, parfois appelé vélo roadster, est un type de vélo utilitaire autrefois courant, et resté populaire en Asie, en Afrique, au Danemark et aux Pays-Bas, au point que ces vélos sont parfois désignés abusivement sous le nom de vélo hollandais. Ces vélos se caractérisent par une conception axée sur la robustesse, la fiabilité et la réparabilité au détriment du poids et de la vitesse. Au cours des dernières années, les vélos anglais de style traditionnel tendent à réapparaître dans le monde occidental, en particulier aux Pays-Bas où ce type de vélo est nommé Omafiets (« vélo de grand-mère »).

## Histoire
Le vélo anglais est né dans les années 1900 en Angleterre. Les principaux fabricants étaient alors Raleigh, ainsi que BSA, Carlton, Phillips, Triumph, Rudge-Whitworth, Humber, Hercules ou encore Elswick Hopper. Ce type de vélo est resté populaire de nombreuses années après l'arrivée de l'automobile, alors onéreuse, jusqu'à devenir le moyen de transport le plus répandu à leur apogée dans les années 1950. Historiquement, ces vélos étaient populaires dans les campagnes, le monde ouvrier, la police ou les services postaux.

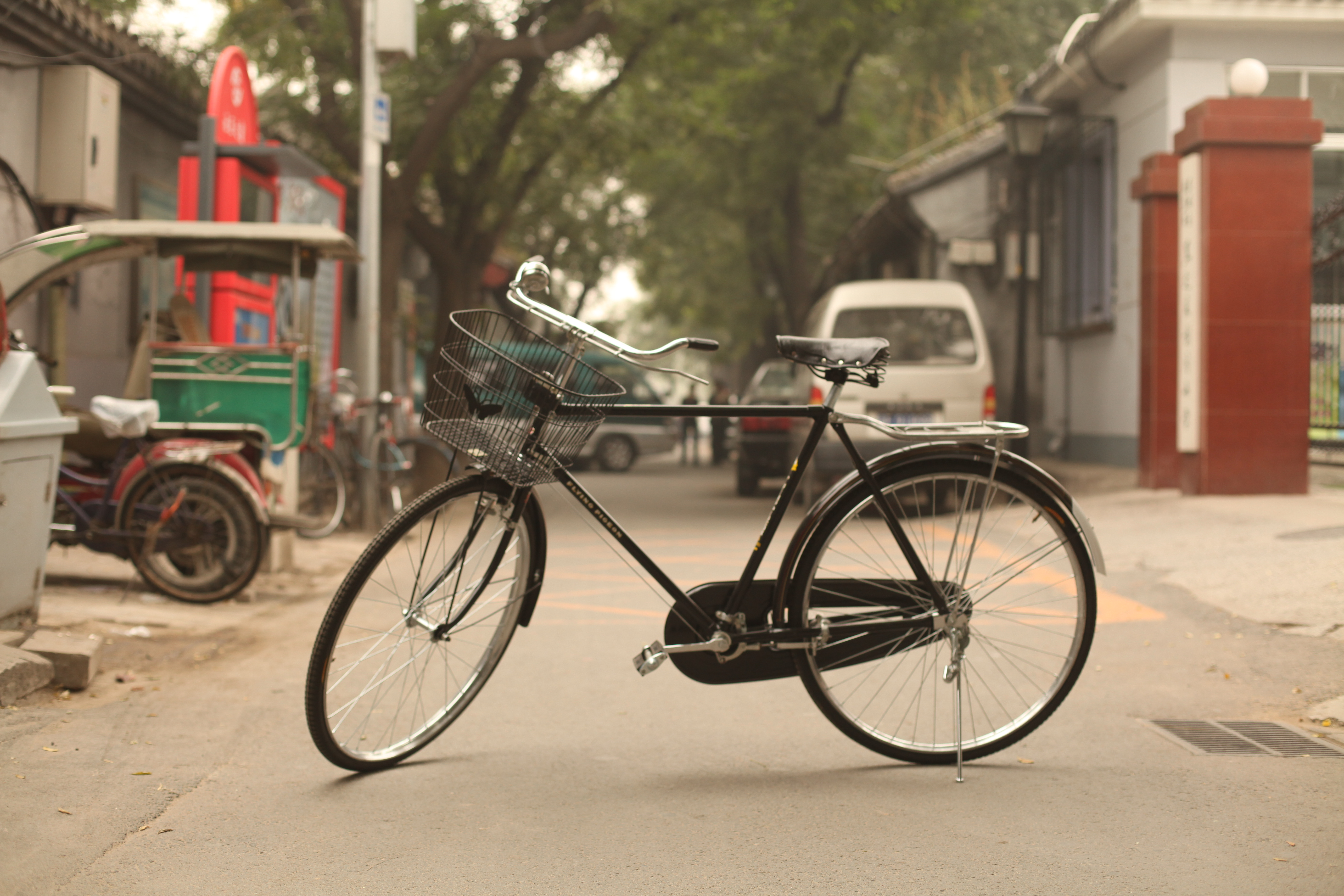
Le Flying Pigeon PA-02 chinois, véhicule le plus produit au monde

À partir des années 1970, le marché du vélo se cantonne à un usage plus récréatif, amenant l'industrie à délaisser les conceptions utilitaires pour se concentrer sur les vélos de route, mieux adaptés à l'évolution de la demande, plus légers (10-14kg) et équipés de dérailleurs. L'offre est complétée par les vélos tout-terrain puis tout chemins à partir de la fin des années 1980, dont la polyvalence remplace en Occident le rôle jusqu'alors occupé par les vélos anglais traditionnels. Une exception notable sont les Pays-Bas, où la marque Gazelle continue encore en 2025 à les fabriquer.
En Chine, le Flying Pigeon PA-02 a été produit à plus de 500 millions d'exemplaire, faisant de ce vélo le véhicule le plus produit au monde.

## Caractéristiques
La conception de ces vélos remonte au début du XXe siècle, où les conditions de l'époque dictent des besoins spécifiques : un vélo robuste permettant de faire face aux chemins de terre, aux routes non revêtues ou aux rues pavées, permettant le transport de marchandise, et nécessitant un entretien minimal.
À cet effet, plutôt qu'un dérailleur, ces vélos ne possèdent généralement qu'une vitesse ou un moyeu Sturmey-Archer à trois vitesses protégé des éléments. La chaîne et les engrenages sont protégés de la boue et de la poussière par un carénage. Les pneus sont larges pour absorber les irrégularités de la chaussée. Le cadre possède des angles faibles (68 degrés ou moins) et un empattement long pour accroître la stabilité du vélo chargé, au détriment de la maniabilité. Un autre élément distinctif du roadster est la doublure occasionnelle du tube horizontal du cadre afin d’accroître encore la robustesse. Les freins étaient à tringle plutôt que par câble, un mécanisme simple et robuste hérité des bicyclettes de sécurité mais peu performant. Aucun effort particulier n'a été fait à l'époque pour réduire le poids lors de sa conception ou sa construction, et ces vélos sont donc lourds, typiquement plus de 15 kg.
Un roadster possède un cadre de vélo de route avec des caractéristiques de vélo de ville : guidon haut et rapproché de la selle, position de conduite relevée, cintre de ville, garde-boues et porte-bagages avant et arrière. Toutefois, contrairement au vélo de ville, le roadster est également conçu pour rouler sur route et chemins, et contrairement aux vélos de route ou VTC, pour transporter des charges lourdes.
Les modèles fabriqués aujourd'hui sur le marché européen tendent à employer des matériaux en alliage plus légers, des freins modernes actionnés par câble, et dans de nombreux cas, arborent des couleurs vives plutôt que du noir.

## Lesroadstersdans la société contemporaine
Bien que pratiquement disparus du monde occidental, les vélo anglais traditionnels sont toujours la norme pour le transport au quotidien dans une grande partie du monde, où ils sont généralement le type de vélo le plus employé. Produits en masse en Asie, principalement en Inde, Pakistan, Chine, Vietnam, ou encore Thaïlande par des marques telles que Flying-Pigeon, Hero Cycles et Sohrab Cycles, ces vélos sont exportés en grande quantité notamment vers l'Afrique et l'Amérique latine.
Ces vélos offrent des caractéristiques particulièrement attrayantes pour les pays en développement : faible coût relatif, robustesse et durabilité de leurs cadres en acier et de leurs fourches, facilité de réparation par soudure et remplacement de composants standards, bon marché et communs, et capacité à transporter des charges lourdes. Dans certaines parties de l'Afrique de l'Est, le roadster est appelé Black Mamba, où il est utilisé comme taxi (boda-boda) et est parfois motorisé. Dans les montagnes d'Arequipa au Pérou et ailleurs en Amérique du Sud, ils sont connus sous le nom de vélos chacareras et en Équateur, sous le nom vélos de boulangers, étant utilisés à l'époque par des vendeurs ambulants de pain dans les années 1970 à 1990.
Un certain nombre de marques ont repris la fabrication de versions modernisées de vélos roadsters tel que Pashley Cycles en Angleterre, ou encore Royal Dutch Gazelle aux Pays-Bas qui n'a jamais arrêté leur production.

## Galerie

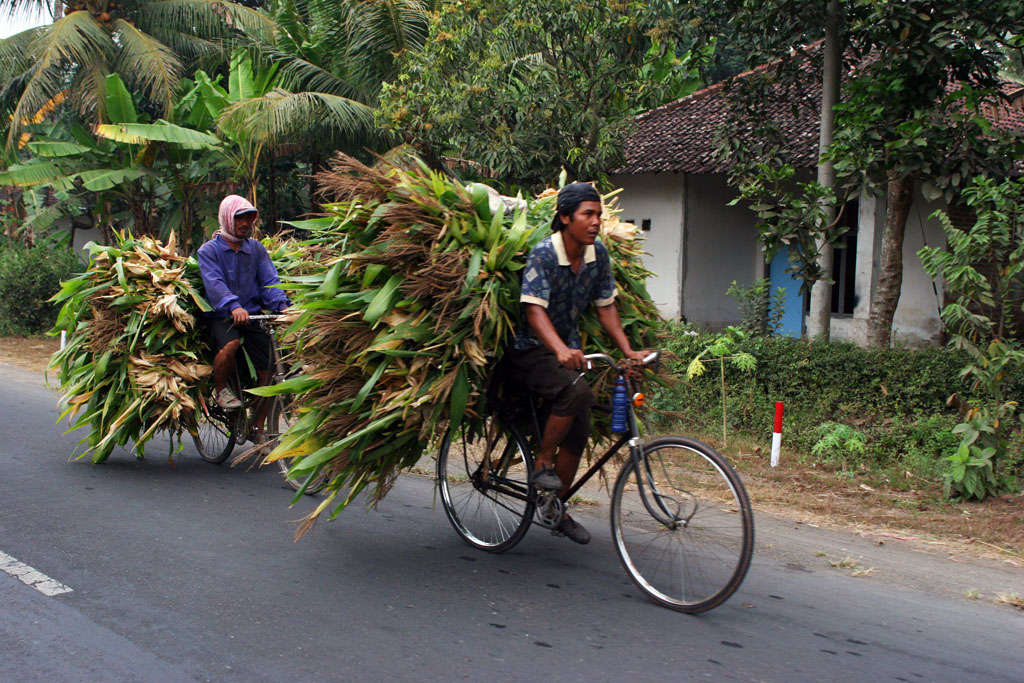
Agriculteurs transportant du maïs sur des vélos roadsters en Indonésie
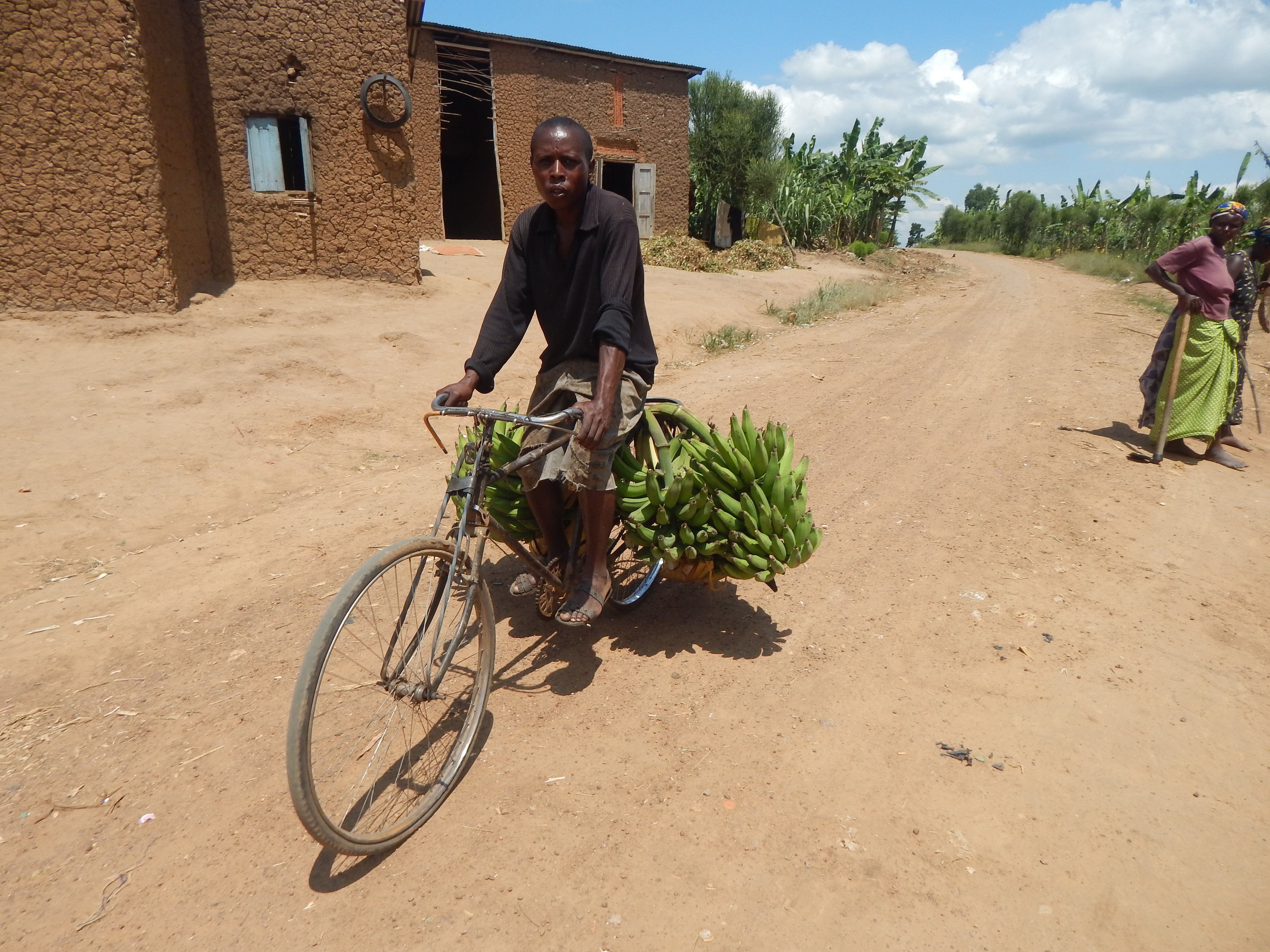
Transport de bananes en Afrique
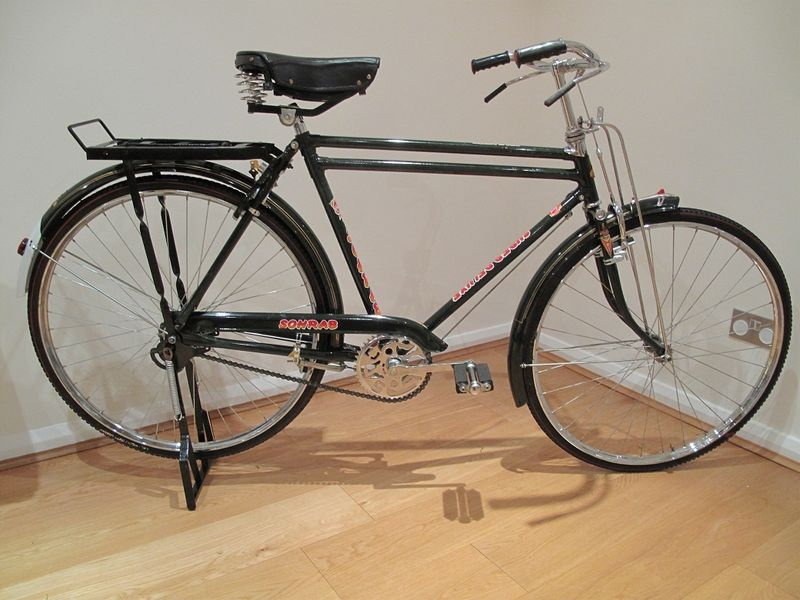
Un vélo roadster Sohrab de 2012 fabriqué au Pakistan
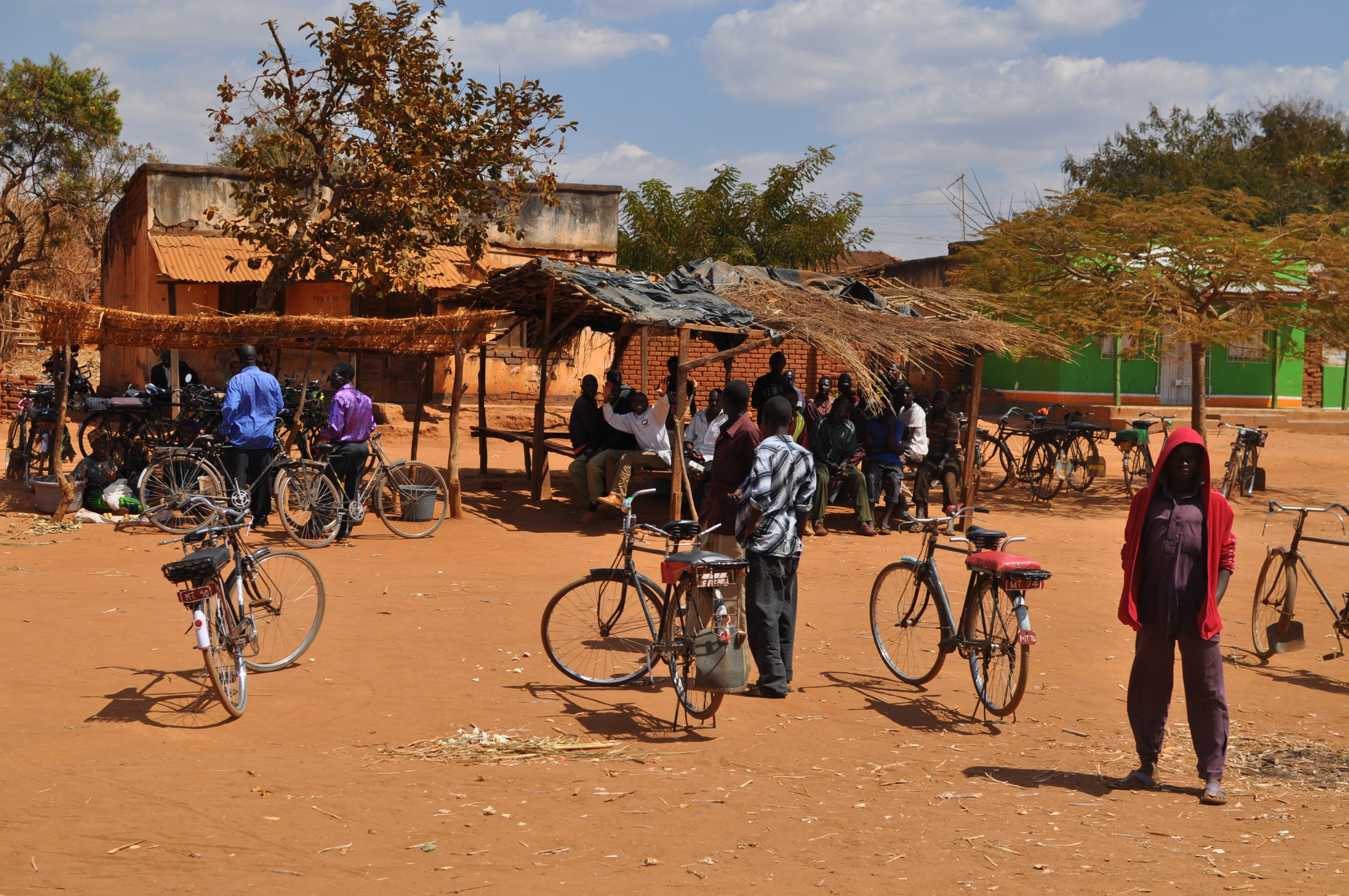
Vélos roadsters utilisés comme taxis en Afrique
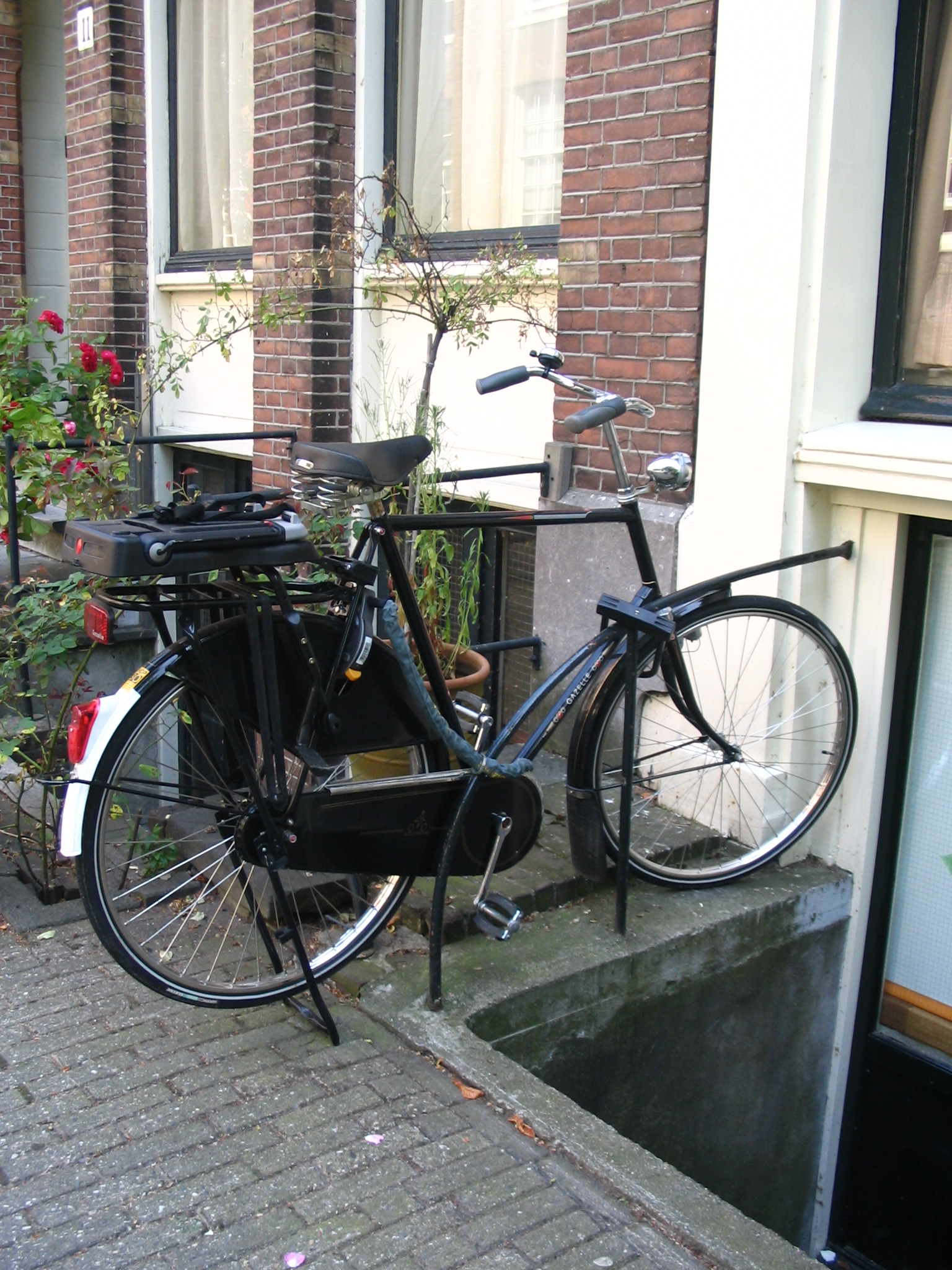
Modèle contemporain aux Pays-Bas
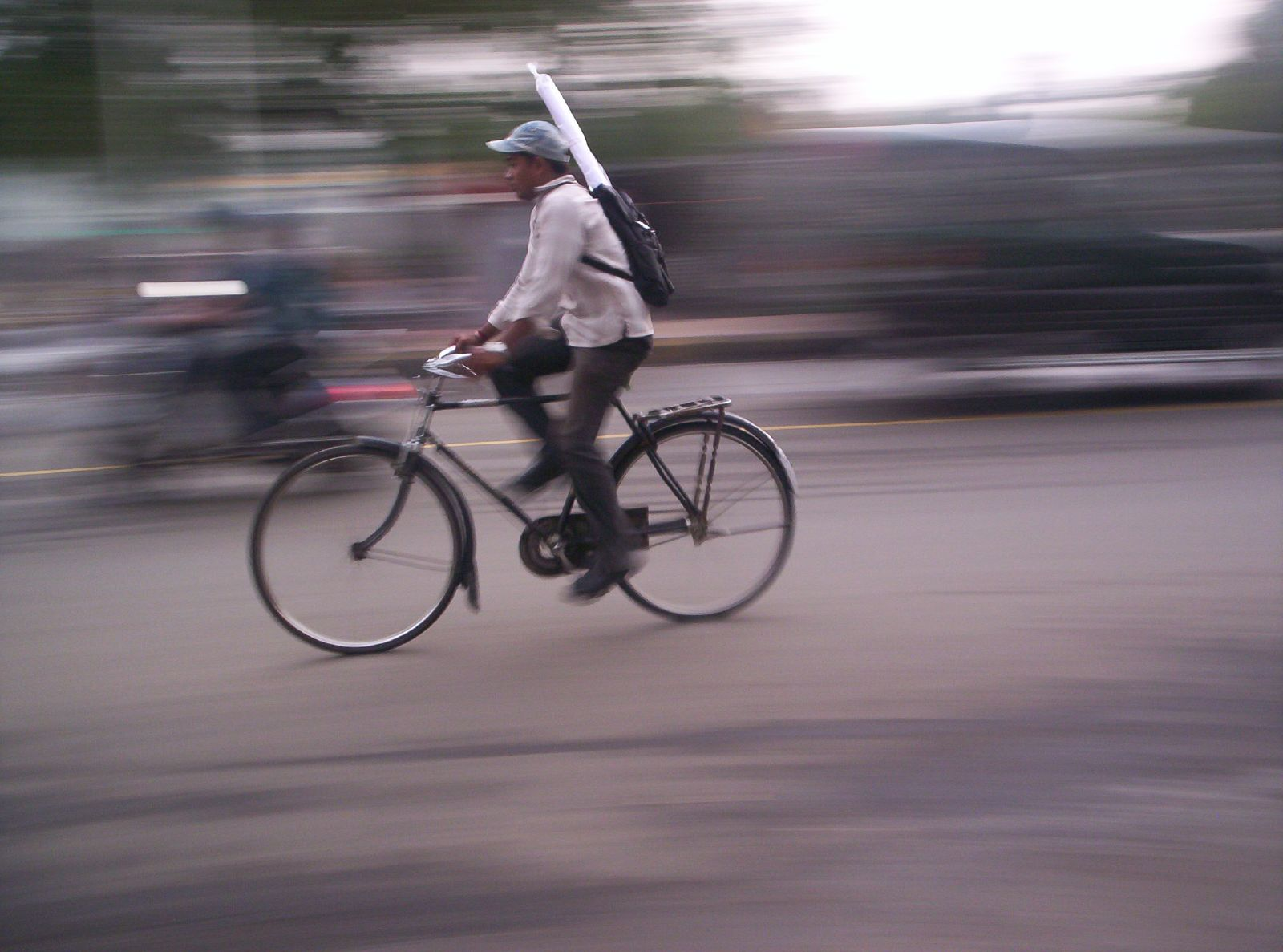
Personne circulant en vélo roadster en Inde